# Bob Peak
Bob Peak (* 30. Mai 1927 in Denver, Colorado; † 1. August 1992) war ein US-amerikanischer Werbeillustrator, der vor allem für seine Filmplakate bekannt war, dessen Werke aber auch die Titelbilder des Time-Magazins, der Sports Illustrated und des TV Guide zierten.
Peak wurde in Denver geboren, wuchs aber in Kansas auf. In seiner Studienzeit auf dem Wichita State University belegte er Geologie als Hauptfach, wechselte aber nach seinem Militärdienst im Koreakrieg zum Art Center College of Design nach Los Angeles, an dem er 1951 abschloss. Seine Karriere als Werbeillustrator begann zwei Jahre später, als er nach New York City zog und dort die Werbekampagne für Old Hickory Whiskey übernahm.
1961 kam er zu den United-Artists-Filmstudios, die ihn für die Werbung des Films West Side Story anheuerte. Weitere bekannte Werke sind die Filmplakate für die Filme der Star-Trek-Filmreihe, Apocalypse Now, James Bond 007 – Der Spion, der mich liebte und Rollerball.
Eine der größten Ehrungen wurde ihm zuteil, als er für den United States Postal Service die Sonderbriefmarken der Olympischen Sommerspiele 1984 in Los Angeles und der darauffolgenden Winterspiele 1984 in Sarajevo entwarf. Weiterhin druckte das Time Magazine Peaks Werke auf insgesamt 45 Titelbildern ab.